# Philmont Scout Ranch
Philmont Scout Ranch és un ranxo en Cimarron, Nou Mèxic, i és propietat de Boy Scouts of America. Philmont és un camp on els Scouts de tots els diferents estats dels Estats Units, o fins i tot el món pot fer caminades a les muntanyes. Els viatges poden durar de 7 a 12 dies. També hi ha altres activitats a Philmont.